# Harwinton (Connecticut)
Harwinton es un pueblo ubicado en el condado de Litchfield en el estado estadounidense de Connecticut. En el año 2005 tenía una población de 5.571 habitantes y una densidad poblacional de 70 personas por km².

## Geografía
Harwinton se encuentra ubicada en las coordenadas 41°45′16″N 73°03′25″O / 41.75444, -73.05694.

## Demografía
Según la Oficina del Censo en 2000 los ingresos medios por hogar en la localidad eran de $66,222, y los ingresos medios por familia eran $75,912. Los hombres tenían unos ingresos medios de $51,597 frente a los $40,000 para las mujeres. La renta per cápita para la localidad era de $32,137. Alrededor del 2.2% de la población estaban por debajo del umbral de pobreza.